# Гопфгартен-ім-Бріксенталь
Гопфгартен-ім-Бріксенталь (нім. Hopfgarten im Brixental) — ярмаркове містечко й громада округу Кіцбюель в землі Тіроль, Австрія.
Гопфгартен-ім-Бріксенталь лежить на висоті  622 над рівнем моря і займає площу  166,57 км². Громада налічує 5556 мешканців. 
Густота населення 33/км².  
Містечко розташувалося в долині Бріксенталь неподалік від гірського хребта Кайзергебірге і є центром спортивного туризму. 
|                                                    |
| Гопфгартен-ім-Бріксенталь на мапі округу та землі. |

 Адреса управління громади: Marktplatz 8, 6361 Hopfgarten im Brixental.

## Демографія
Історична динаміка населення міста за даними сайту Statistik Austria